# Championnat du Danemark de basket-ball
Le championnat du Danemark de basket-ball (Basketligaen) est une compétition de basket-ball qui représente au Danemark le sommet de la hiérarchie du basket-ball. Le championnat du Danemark de basket-ball existe depuis 1957. Ce championnat regroupe les 10 meilleures équipes danoises.

## Historique
Au fil des ans, la ligue a changé de nom à plusieurs reprises suite à des accords de sponsoring. Elle s'appelait auparavant Canal Digital Ligaen, Jordanligaen et Premierligaen, entre autres noms, dont Elitedivisionen et 1. division.
Les Bakken Bears détiennent le record du nombre de victoires en championnat avec 23 titres.

## Palmarès
- 1957-1958 : Aarhus BF
- 1958-1959 : Gladsaxe BK
- 1959-1960 : Gladsaxe BK
- 1960-1961 : SISU Gentofte
- 1961-1962 : SISU Gentofte
- 1962-1963 : Gladsaxe BK
- 1963-1964 : Gladsaxe BK
- 1964-1965 : Gladsaxe BK
- 1965-1966 : SISU Gentofte
- 1966-1967 : SISU Gentofte
- 1967-1968 : Gladsaxe BK
- 1968-1969 : Gladsaxe BK
- 1969-1970 : Virum BK
- 1970-1971 : Virum BK
- 1971-1972 : SISU Gentofte
- 1972-1973 : SISU Gentofte
- 1973-1974 : BK Falcon
- 1974-1975 : BK Falcon
- 1975-1976 : SISU Gentofte
- 1976-1977 : BK Falcon
- 1977-1978 : BK Falcon
- 1978-1979 : Stevnsgade Basket
- 1979-1980 : Stevnsgade Basket
- 1980-1981 : SISU Gentofte
- 1981-1982 : BK BMS
- 1982-1983 : SISU Gentofte
- 1983-1984 : SISU Gentofte
- 1984-1985 : SISU Gentofte
- 1985-1986 : BK BMS
- 1986-1987 : BK BMS
- 1987-1988 : BK BMS
- 1988-1989 : BK BMS
- 1989-1990 : BK BMS
- 1990-1991 : Hørsholm BBK
- 1991-1992 : Horsens IC
- 1992-1993 : Hørsholm BBK
- 1993-1994 : Horsens IC
- 1994-1995 : Stevnsgade Basket
- 1995-1996 : Værløse BBK
- 1996-1997 : IK Skovbakken
- 1997-1998 : Horsens IC
- 1998-1999 : IK Skovbakken
- 1999-2000 : Bakken Bears
- 2000-2001 : Bakken Bears
- 2001-2002 : Værløse BBK
- 2002-2003 : BF Copenhague
- 2003-2004 : Bakken Bears
- 2004-2005 : Bakken Bears
- 2005-2006 : Horsens IC
- 2006-2007 : Bakken Bears
- 2007-2008 : Bakken Bears
- 2008-2009 : Bakken Bears
- 2009-2010 : Svendborg Rabbits
- 2010-2011 : Bakken Bears
- 2011-2012 : Bakken Bears
- 2012-2013 : Bakken Bears
- 2013-2014 : Bakken Bears
- 2014-2015 : Horsens IC
- 2015-2016 : Horsens IC
- 2016-2017 : Bakken Bears
- 2017-2018 : Bakken Bears
- 2018-2019 : Bakken Bears
- 2019-2020 : Bakken Bears
- 2020-2021 : Bakken Bears
- 2021-2022 : Bakken Bears
- 2022-2023 : Bakken Bears
- 2023-2024 : Bakken Bears
- 2024-2025 : Bakken Bears

## Bilan par club
| Club                                         | Titres | Ville         | Année |
| -------------------------------------------- | ------ | ------------- | --- |
| Aarhus BF/Skovbakken Basketball/Bakken Bears | 23     | Aarhus        | 1958, 1997, 1999, 2000, 2001, 2004, 2005, 2007, 2008, 2009, 2011, 2012, 2013, 2014, 2017, 2018, 2019, 2020, 2021, 2022, 2023, 2024, 2025 |
| SISU                                         | 10     | Gentofte      | 1961, 1962, 1966, 1967, 1972, 1976, 1981, 1983, 1984, 1985                                                                               |
| Gladsaxe BK                                  | 7      | Gladsaxe      | 1959, 1960, 1963, 1964, 1965, 1968, 1969                                                                                                 |
| BK BMS                                       | 6      | Ballerup      | 1982, 1986, 1987, 1988, 1989, 1990 |
| Horsens IC                                   | 6      | Horsens       | 1992, 1994, 1998, 2006, 2015, 2016 |
| BK Falcon                                    | 4      | Frederiksberg | 1974, 1975, 1977, 1978 |
| Stevnsgade Basket                            | 3      | Copenhague    | 1979, 1980, 1995 |
| Værløse BBK                                  | 2      | Værløse       | 1996, 2002 |
| Hørsholm BBK                                 | 2      | Hørsholm      | 1991, 1993 |
| Virum BK                                     | 2      | Virum         | 1970, 1971 |
| Svendborg Rabbits                            | 1      | Svendborg     | 2010 |
| BF Copenhague                                | 1      | Copenhague    | 2003 |